# Брилев, Никита Григорьевич
Никита Григорьевич Брилев (27 мая 1896, Лучин, Могилёвская губерния — 16 августа 1955, Ташкент) — военный разведчик, российский и советский военачальник, генерал-лейтенант (11.07.1945).

## Биография
Родился в 1896 году, русский. До поступления на военную службу учился и занимался сельским хозяйством. С началом Первой мировой войны направлен на обучение в Иркутское военное училище, которое окончил в 1916 г. В 1923 году окончил Высшую военную школу востоковедения в г. Ташкент, в 1933 году — заочный факультет Военной академии им. Фрунзе. Владел английским, персидским, арабским, узбекским и таджикским языками.

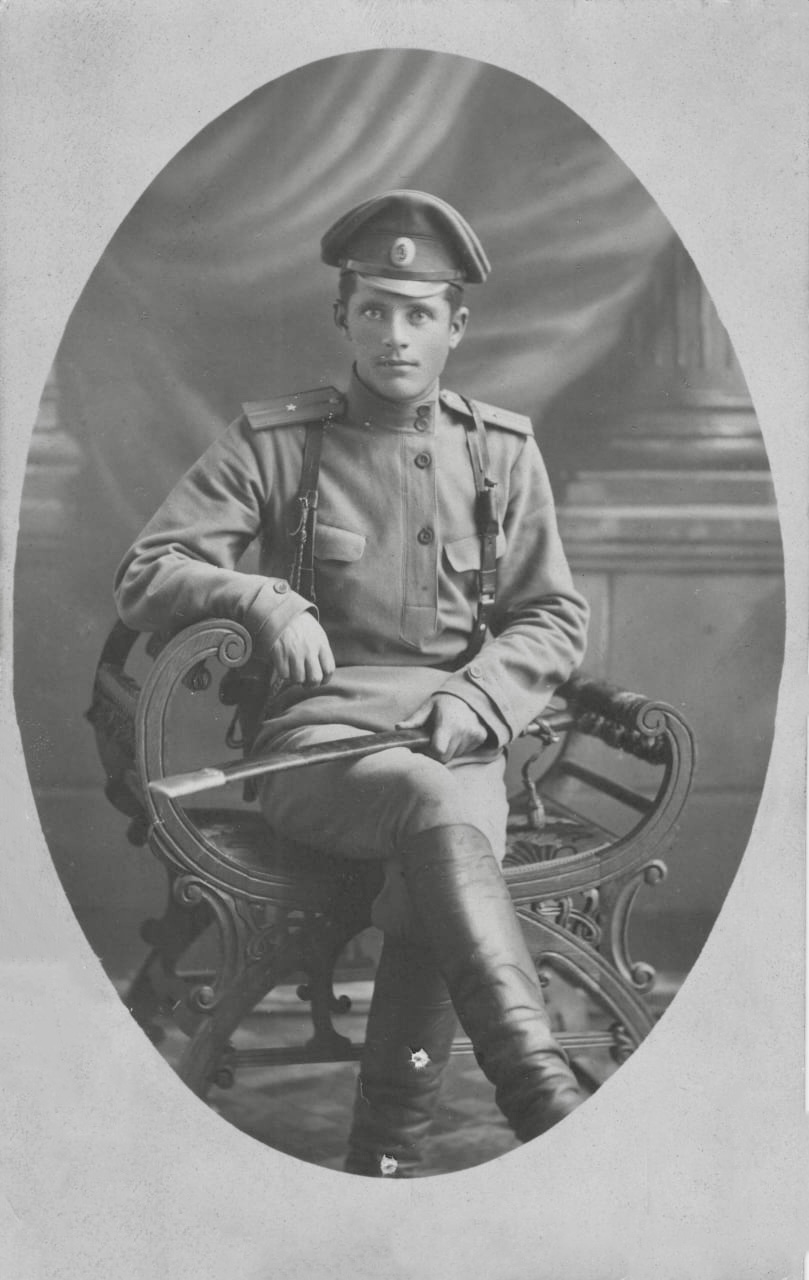
Н. Г. Брилев во время обучения в Иркутском военном училище. 1916 год

### Начало военной службы
В Русской императорской армии с конца 1914 г. до 1 марта 1918 г., последний чин — штабс-капитан, должность — командир батальона и три месяца — командир полка на выборных началах.
В Октябрьской революции участия не принимал, находился в это время на персидско-турецком фронте.

### Служба в Красной Армии
6 марта 1918 года добровольно вступил в Мервский Красногвардейский отряд, в составе которого участвовал в Колесовском походе на Бухару в марте — апреле 1918 года.
Принимал активное участие на Оренбургском, Закаспийском фронтах и в борьбе с басмачеством в 1918—1920 гг. 

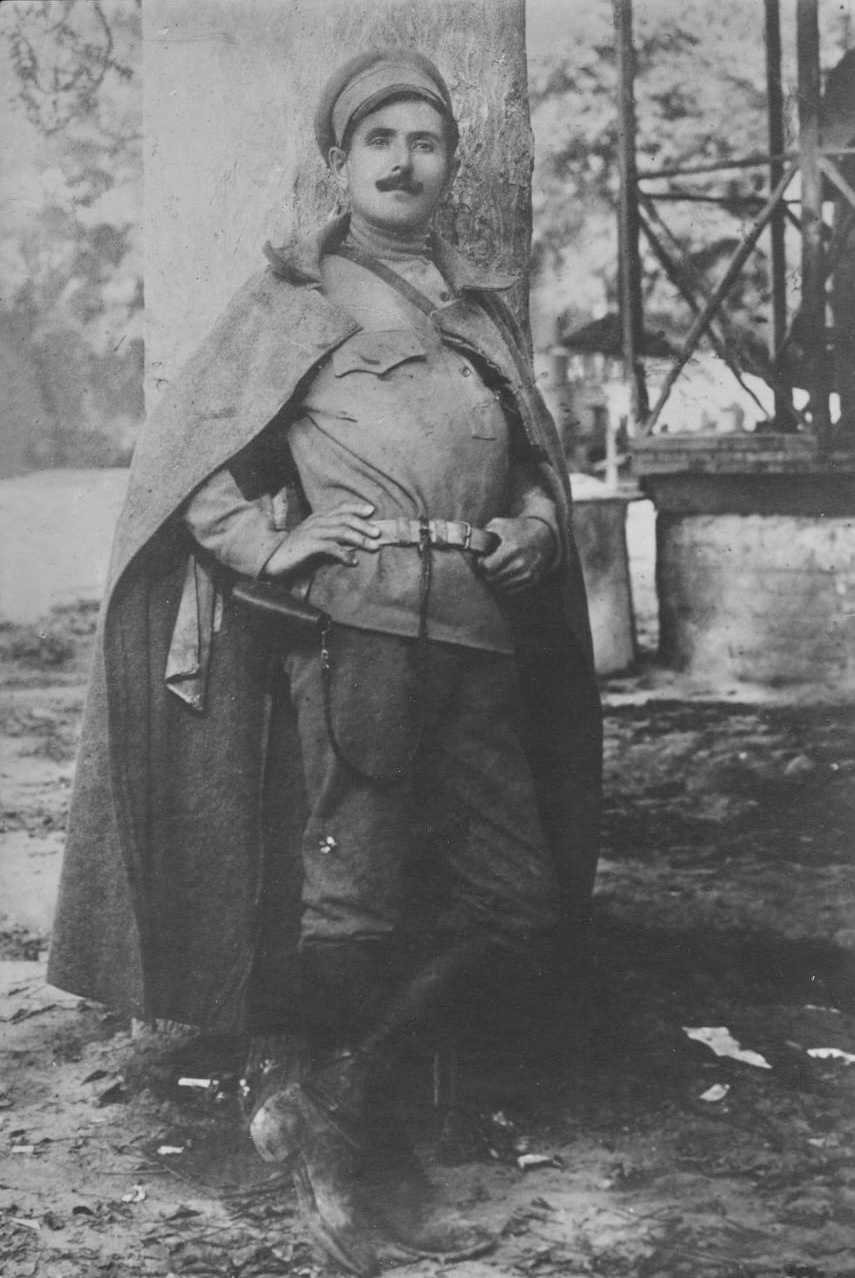
Н.Г. Брилев в 1920-х

Участвовал в Бухарской операции 1920 года в составе особого стрелкового полка, участвовал в операции против Энвера-паши и в Каракумских операциях осенью 1927 года и весной 1928 года в составе Полевого штаба группы.
С октября 1923 г. работал сначала во фронтовом, а затем и в Окружном аппарате: начальником национального отдела при Революционном военном совете Туркестанского фронта, начальником отдела устройства и службы войск штаба округа для особо важных поручений при Комвойсками фронта, военным руководителем гражданских ВУЗов, начальником военной подготовки ВУЗов Среднеазиатского военного округа (САВО), помощником командира 2-й Туркестанской стрелковой дивизии, начальником штаба 3-й Туркестанской стрелковой дивизии, начальником курсов усовершенствования комсостава запаса САВО, старшим инспектором военно-учебных заведений округа, начальником отдела ПВО округа, начальником отдела допризывной подготовки округа, старшим помощником инспектора пехоты округа, полковник (1936).
В период с октября 1938 г. по январь 1941 г. по совместительству работал старшим руководителем тактики на вечернем отделении Военной академии им. М. В. Фрунзе в г. Ташкенте. Член компартии с 1939 г.
С октября 1940 г. — начальник отдела допризывной подготовки штаба округа. С апреля 1941 г. — заместитель командира 194-й стрелковой (горно-стрелковой) дивизии Среднеазиатского ВО.
В предвоенные годы, когда нависла опасность ареста над будущим генералом армии Иваном Ефимовичем Петровым, в числе немногих людей прислал свой положительный Партийный отзыв о Петрове.

### Период Великой Отечественной войны
Н. Г. Брилев. Автобиография:

 В Великой Отечественной войне с 8.7.41 г. и до конца, не выключаясь ни на один день.

8 июля 1941 г. вместе с дивизией убыл на западный фронт. В июле-августе 194 ГСД (входила в состав 24-й армии резервного фронта) строила рубежи обороны по левому берегу р. Днепр на участке Осташково, в 3-4 км севернее Минской автострады. 26.08.1941 года её переформировывают в 194-ю стрелковую дивизию.
С августа по сентябрь 1941 г. — командир 194-й стрелковой дивизии.
В сентябре 1941 года дивизия имела задачу удерживать рубеж по левому берегу Днепра западнее Вязьмы. С 30 сентября 1941 года 194 сд передана в состав 49-й армии Брянского фронта.
В конце 1941 г. с войсковой разведкой в армии обстояло крайне неблагополучно. Командующий армией генерал-лейтенант Захаркин придавал особое значение разведке, поэтому предложил Никите Григорьевичу передать дивизию начальнику штаба полковнику Сиязову и принять разведывательный отдел армии, заверив, что как только работа в разведотделе будет налажена он отпустит его в дивизию.
Полковник Брилев назначен на должность начальника разведывательного отдела 49-й армии.
С передачей полосы обороны 32-й армии 49-я армия была передислоцирована в район Калуги на Можайскую линию обороны. В период с 8 по 12 октября 1941 г. войска 49 армии вели тяжелые оборонительные бои за Калугу с превосходящими силами противника.
Н. Г. Брилев. Автобиография:

16.10.1941 г. в моей фронтовой жизни произошло исключительное событие.

По поручению Командарма генерал-лейтенанта Захаркина я возглавил оперативную группу и прибыл в г. Серпухов для размещения прибывающего туда Штарма. Штарм переходил из г. Алексин в г. Серпухов. К моменту моего прибытия в Серпухов начальнику гарнизона комбригу Фирсову из Высокиничи передали по телефону, что прикрывавшая шоссе Высокиничи-Серпухов дивизия «Дон» отходит. Обстановка требовала во чтобы то ни стало спасти положение, приостановить отход и удерживать Высокиничи и тем самым не допустить выхода противника на шоссе Тула-Серпухов-Москва. Нач. гарнизона комбриг Фирсов имел в гарнизоне только одну коммунистическую роту — 60 солдат, 5 офицеров и случайно на площади Серпухов оказался один Т-34 (отставший от армии Лелюшенко). Сил было явно мало, но я решил и с этими силами спасти положение. Посадив роту на три грузовика, имея танк впереди, я и Фирсов немедленно отправились в Высокиничи, куда прибыли вовремя, выдержали горячую рукопашную схватку, но спасли положение.

В этом бою у Высокиничей Н. Г. Брилев в рукопашной схватке уничтожил 7 нацистов.
К 23 октября силами 49-й армии был остановлен 13-й армейский корпус немцев на рубеже западнее Серпухов — Таруса — Алексин. Находясь в оперативной группе армии, Никита Григорьевич принимал активное участие в этих боях.
В последних числах октября 1941 г. был тяжело ранен командир 60 стрелковой дивизии полковник Калинин и полковник Брилев, сдав должность начальника разведотдела армии подполковнику Чеченцеву, принял 60 сд. Не прошло и месяца как командующий 49-й армией генерал-лейтенант Захаркин заявил, что подполковник Чеченцев его не удовлетворяет и Никите Григорьевичу придётся возвратиться обратно. 26.11.1941 г. полковник Брилев сдал дивизию полковнику Зашибалову, а 27.11.1941 г. возглавил оперативную группу армии и вместе с Командармом выехал в г. Каширу на ликвидацию прорвавшейся Веневской танковой группировки Гудериана. Усилиями 49, 50 армий и 1 Кавказского корпуса генерала Белова Веневская группировка Гудериана, в период с 27.11 по 5.12.1941 г., была ликвидирована. В ноябре 1941 г. в бою за д. Шатово Московской области был контужен и ранен.

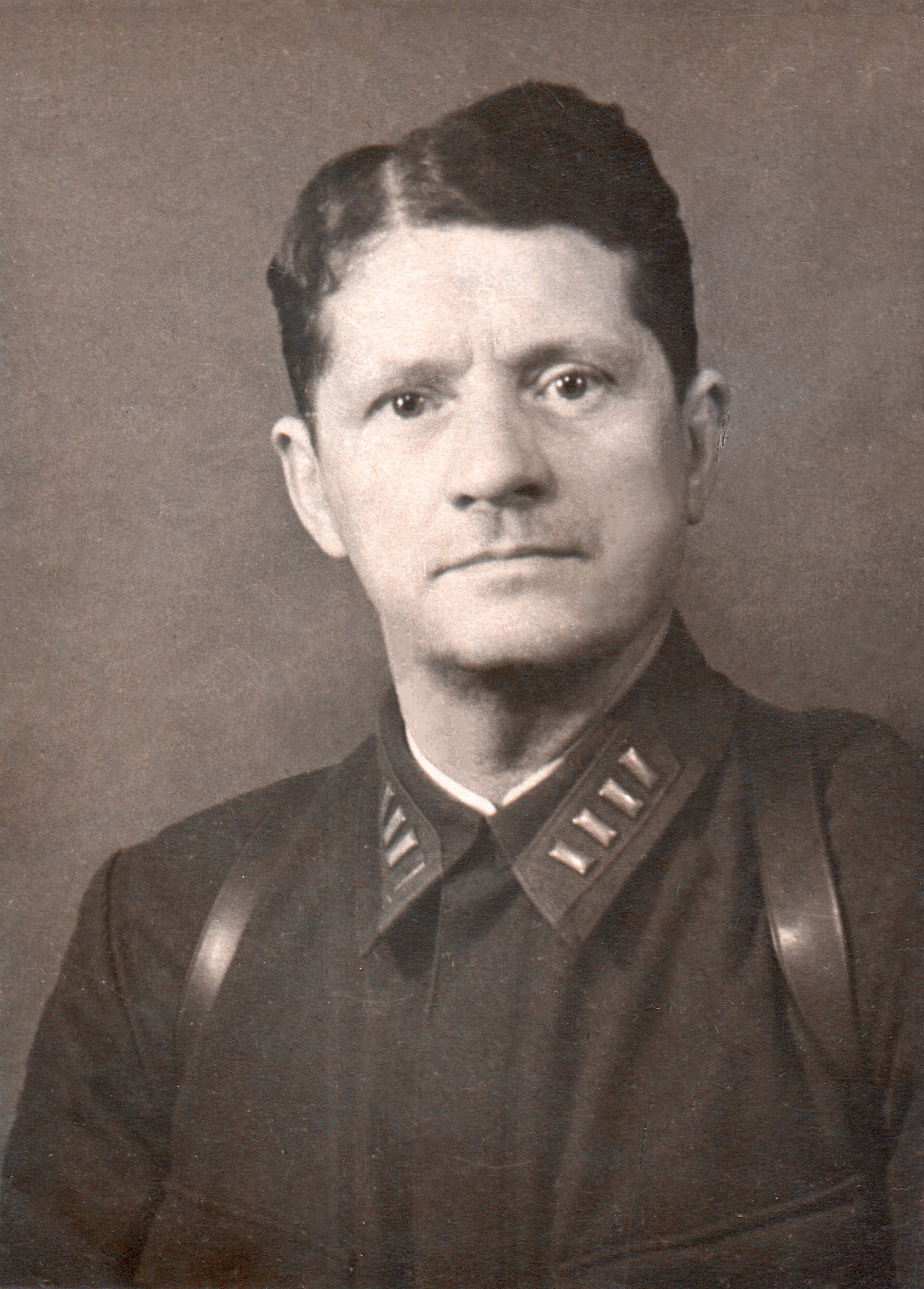
Н.Г. Брилев на фронте. 1942 год

В период зимы 1941-42 гг. была проведена Московская наступательная операция, левое крыло Западного фронта вышло на р. Угра. Все операции 49-й армии проходили в основном в лесисто-болотистой местности и в условиях сурового климата. Полковник Брилев получил большой опыт по разработке и проведению армейских операций в особых условиях. Им лично разработаны и описаны две операции этого периода — Детчинская и Юхновская.
Весной 1942 года Военный совет поставил задачу по разведке и захвату пленных. В ночь с 19 на 20 июня группа под командованием полковника Брилева провела разведывательную операцию. В результате было убито много немцев, трое захвачены в плен, из них один дал ценные сведения, давшие возможность разгромить группировку противника. За этот подвиг полковник Брилев был награждён орденом Ленина.
С мая 1942 г. по март 1943 г. 49-я армия находилась в обороне. Оборона строилась на широком фронте в условиях лесисто-болотистой местности. Усиленно готовились войска к предстоящим наступательным действиям (март 1943 г.).
В июле 1942 г. Н. Г. Брилев назначен на должность начальника оперативного отдела штаба 49-й армии Западного фронта.
22 февраля 1943 года произведен в генерал-майоры.
В марте и апреле 1943 г. в условиях весенней распутицы в лесисто-болотистой местности проводилась Спас-Деменская операция.
С мая 1943 года — начальник штаба 50-й армии.
Май-июнь 1943 г. 50 армия тщательно готовилась к предстоящим летним операциям. 12.07.1943 г. 50 армия, обеспечивая правый фланг 16 армии, включилась в Курскую битву, начала решительное наступление и овладела г. Жиздра, вышла к Людиново и после раскрытия противником замысла наступления на Улемль, Овсуг с 31.08.1943 г. была рокирована в районе г. Киров, а с 5.09.1943 г. в район Воронцово и сменила части 10-й армии. В результате боёв с 7 по 15 сентября 1943 г. захватила плацдармы на западном берегу р. Десна и тем самым обеспечила Брянскому фронту захват г. Брянск. Н. Г. Брилев лично разработал операцию по разгрому левого крыла Брянской группировки противника и описал её в Сборнике № 12 «Разгром левого крыла Брянской группировки противника». После овладения г. Брянск наступление продолжилось и к 3.10.1943 г. войска противника были отброшены за реки Проня и Сож; 50-я армия вышла в район Чаусы, Пропойск. Эта операция 50-й армии имела межфронтовое значение.
Ноябрь-декабрь 1943 г. и январь-май 1944 г. 50-я армия находилась в обороне. За этот период времени велась частная операция по расширению плацдарма на правом берегу р. Днепр, севернее г. Рогачев. Одновременно проводилась тщательная подготовка к предстоящим наступательным операциям.
23.06.1944 г. началась Белорусская операция. 50-я армия наступала на Могилёв и 29.06.1944 г. овладела им. 03.07.1944 г. вышла к окраинам г. Минск и содействовала овладению им войсками 1-го и 3-го Белорусских фронтов. 15.07.1944 г. вышла к г. Гродно, а 16.07.1944 г. овладела им. 24.07.1944 г. форсировала р. Неман и вышла на рубеж Липск-Скоморошки. 31.07.1944 г. вышла на рубеж канал Августовский и р. Бжозувка и овладела крепостью Осовец.
Н. Г. Брилев. Автобиография:

Работая начальником штаба 50-й армии в период Белорусской операции, я приобрёл большую и разностороннюю практику по разработке и проведению армейских операций в сложных формах современного боя.

Командование 18-й армии. Слева направо начальник политотдела Л. И. Брежнев, заместитель командующего В. Г. Клементьев, начальник штаба Н. Г. Брилев, командующий А. И. Гастилович, командующий артиллерией Н. С. Иванов.

Ещё до начала Великой Отечественной войны Н. Г. Брилев занимался вопросами горной тактики. Им был написан ряд статей по горной войне. С созданием 4-го Украинского фронта (Горного) в Карпатах потребовались генералы и офицеры хорошо знающие условия ведения войны в горах. Генерал-майора Брилева, как знающего условия ведения войны в горах, перевели на должность начальника штаба 18 армии, а начальника штаба 18-й армии генерал-лейтенанта Озерова в 50 армию. С сентября 1944 г. и до окончания войны Н. Г. Брилев — начальник штаба 18-й армии.
18-я армия прошла Карпаты с востока на запад, форсировала их, овладела Нижне-Верецким и Ужокским перевалами, овладела крупными политическими и административными центрами Закарпатской Украины — городами Мукачёво и Ужгород, крупными и важными городами, политическими и экономическими центрами Чехословакии — городами Прешов, Кошице, Попрад, Ружомберок, Спишска-Нова-Вес, Левоче, Оломоуц и другими.
Н. Г. Брилев. Автобиография:

Работая начальником штаба 18-й армии, я приобрел большую и разностороннюю практику по разработке и проведению как отдельных армейских операций, так и фронтовых (совместно с соседними армиями) в горно-лесистой местности Западных и Восточных Карпат. Мною разработан и подготовлен к печати большой труд «Форсирование 18 Армией Карпат».

В 1945 году за обеспечение операции армии по преодолению карпатских перевалов награждён орденом Богдана Хмельницкого I степени.

Командование Сводного полка 4-го Украинского фронта на Параде Победы 24 июня 1945 года: командир генерал-лейтенант А.Л. Бондарев (четвертый слева), начальник штаба генерал-майор Н.Г. Брилев (третий слева), замполит генерал-майор Л.И. Брежнев (пятый справа).

24 июня 1945 года участвовал в Параде Победы в качестве начальника штаба сводного полка 4-го Украинского фронта.
11 июля 1945 года присвоено звание генерал-лейтенант.

### Послевоенные годы
Отказавшись возглавить Военную академию Советской Армии (ВАСА), с июня 1946 г. стал старшим инспектором Главной инспекции Сухопутных войск, с сентября 1946 г. — начальник оперативного управления штаба Туркестанского ВО.
С февраля 1951 г. — начальник военной кафедры Среднеазиатского государственного университета.
Н. Г. Брилев умер 16 августа 1955 года и был похоронен на Боткинском кладбище в городе Ташкенте.
29 сентября 2022 года перезахоронен вместе с супругой Брилевой Марией Михайловной (04.08.1897 — 05.08.1972) на Федеральном военном мемориале «Пантеон защитников Отечества» в городе Москве рядом со своим сыном генерал-майором Брилевым Олегом Никитичем (29.09.1927 — 01.04.2022).

## Семья

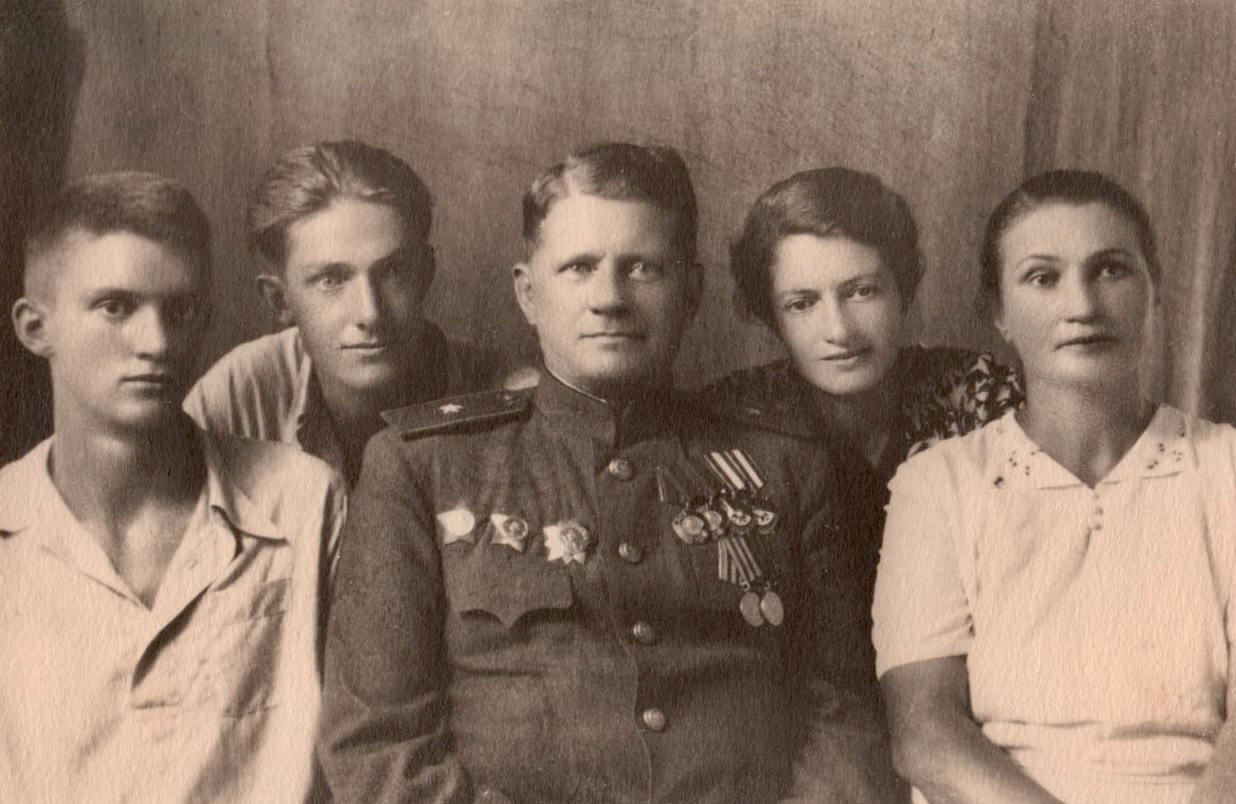
Н.Г. Брилев (по центру) с семьёй: жена М.М. Брилева (первая справа), дочь Г.Н. Брилева (вторая справа), сын О.Н. Брилев (первый слева). 1945 год

- Супруга Брилева Мария Михайловна (04.08.1897 — 05.08.1972);

- Дочь Брилева Галина Никитична (09.05.1920 — 26.01.2008). Инженер;

- Сын Брилев Олег Никитич (29.09.1927— 01.04.2022)[5]. Окончил с отличием и золотой медалью Военную академию бронетанковых войск. Генерал-майор, военный инженер, доктор технических наук, профессор, начальник кафедры танков Бронетанковой академии, старший научный сотрудник Общевойсковой академии Вооружённых Сил Российской Федерации[6]. Автор книги «Танки»[5][7]. Заслуженный деятель науки и техники РФ[8]. Идеолог и создатель концепции боевой машины поддержки танков (БМПТ)[9].
- Внук Брилев Олег Олегович (02.11.1963 — 09.12.2011). Окончил Киевское высшее танковое инженерное училище (1986) и Военную академию бронетанковых войск (1992). Капитан, военный инженер;
- Правнук Брилев Антон Олегович (29.03.1991). Окончил с отличием МГТУ им. Баумана и Дипломатическую академию МИД РФ. Инженер, экономист, технологический предприниматель и венчурный инвестор. Разработчик нейроинтерфейсов на основе нанороботов.

## Воинские звания
- полковник (29.01.1936)
- генерал-майор (22.02.1943)
- генерал-лейтенант (11.07.1945)

## Награды
Награждён двумя орденами Ленина (24.06.1942, 21.02.1945), тремя орденами Красного Знамени (18.09.1943, 03.11.1944, 1948), орденом Богдана Хмельницкого I-й степени (23.05.1945), двумя орденами Суворова II-й степени (03.06.1944, 21.07.1944), орденом Трудового Красного Знамени Узбекской ССР (1930), медалями: «За оборону Москвы», «За Победу над Германией», «XХ лет РККА» и др., орденом Белого Льва «За Победу» 2-й ст. (06.06.1945), орденом «Военный крест 1939 г.» (16.08.1945).

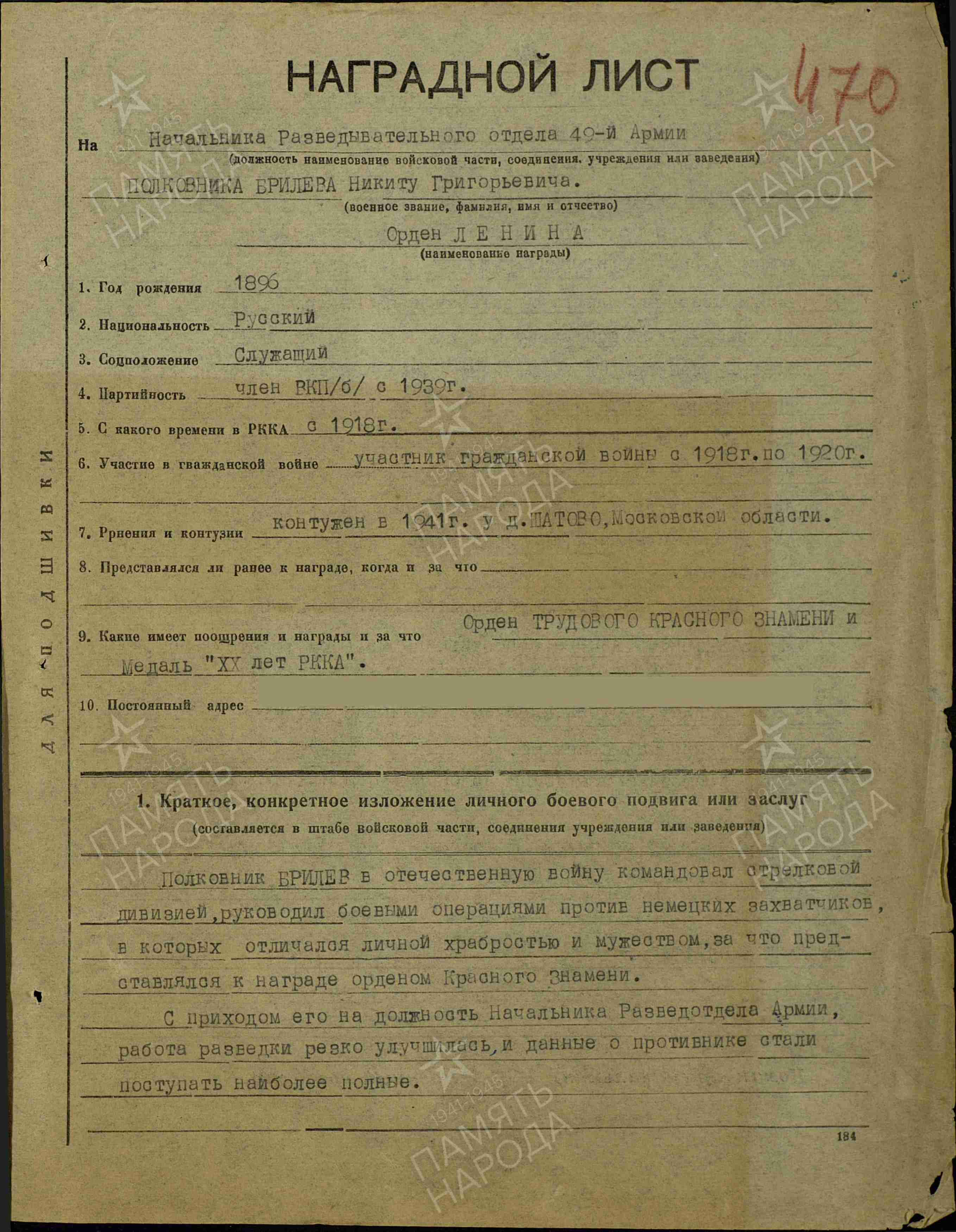
Наградной лист на Брилева Н.Г. Орден Ленина. 1942 год. Стр. 1
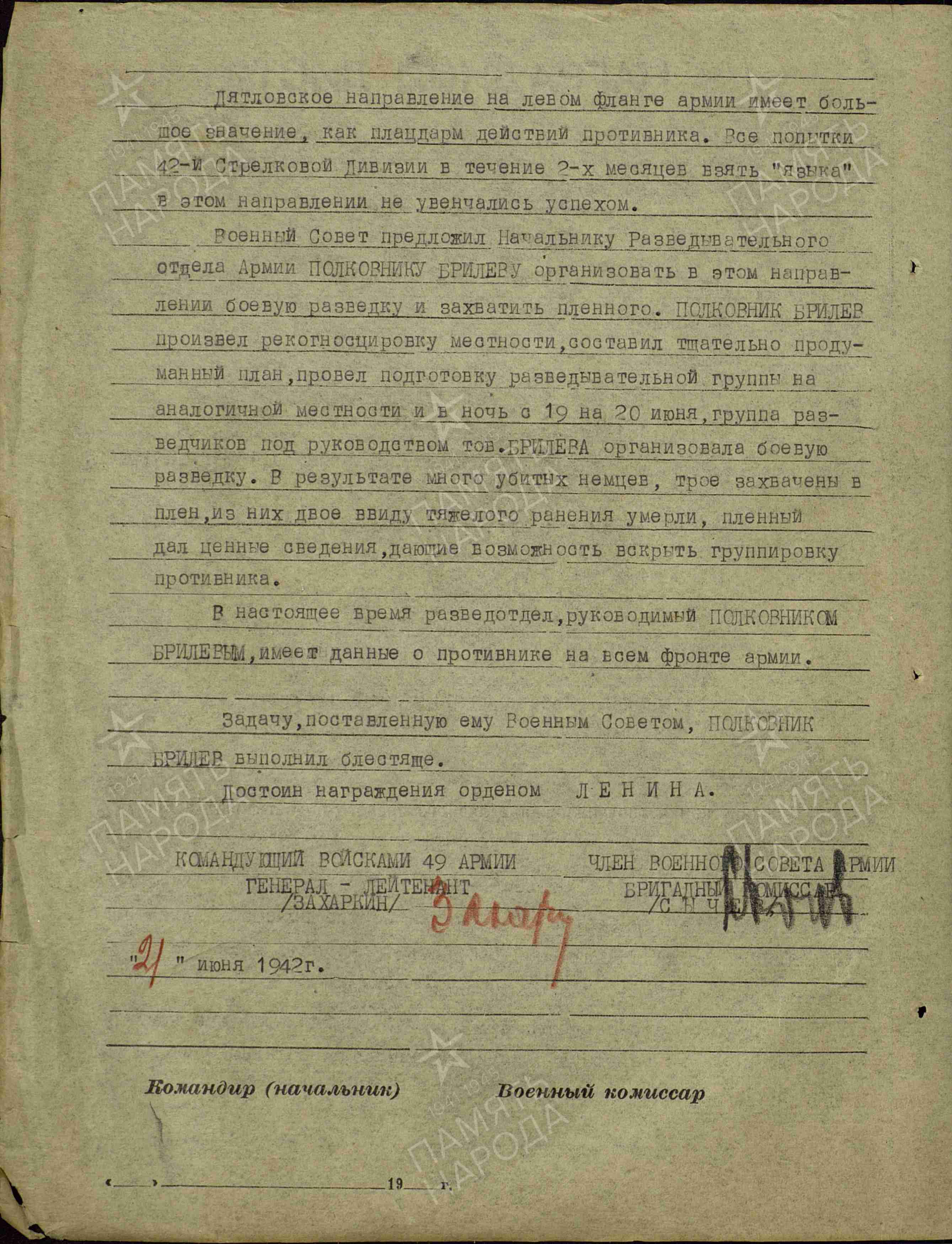
Наградной лист на Брилева Н.Г. Орден Ленина. 1942 год. Стр. 2
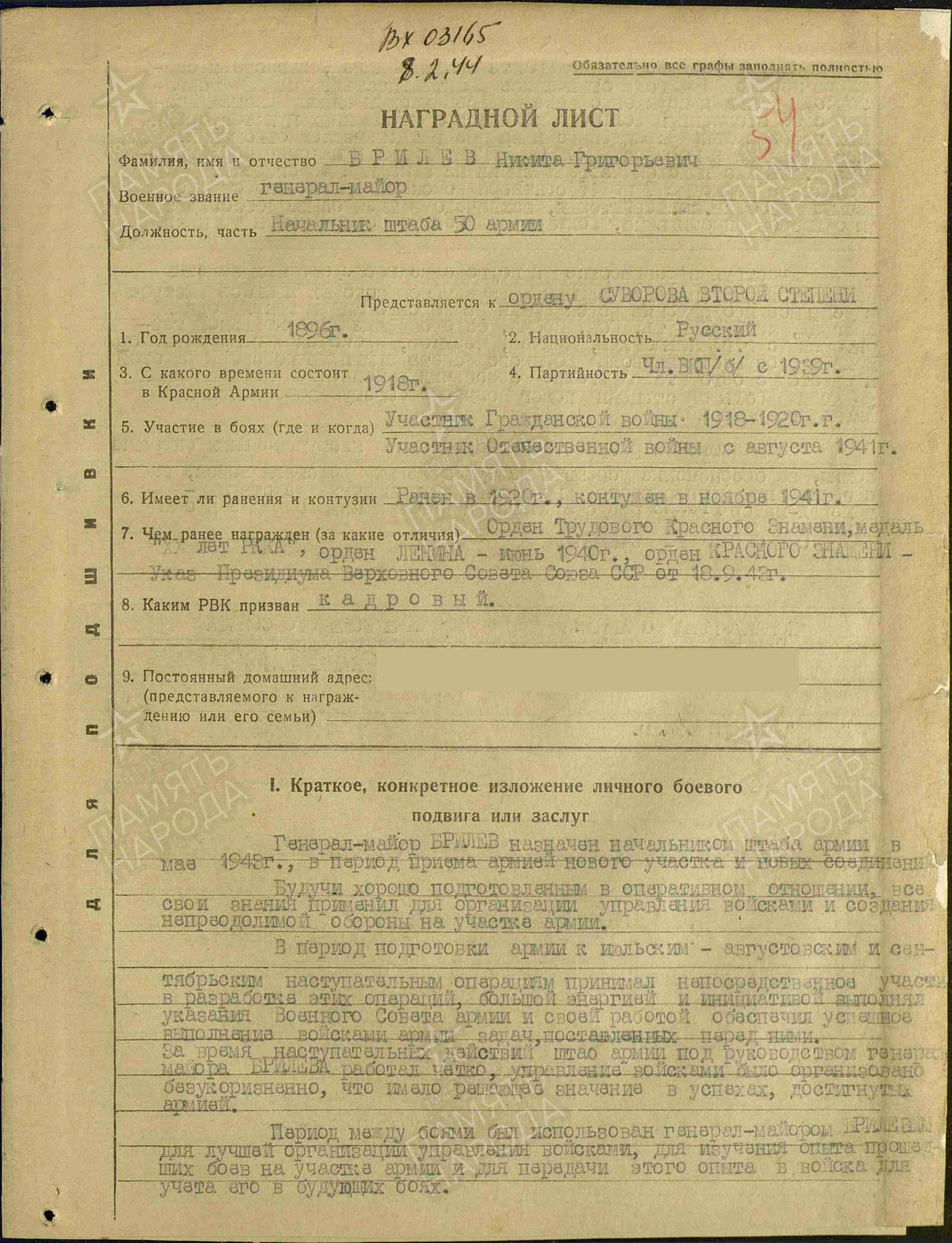
Наградной лист на Брилева Н.Г. Орден Суворова II степени. 1944 год. Стр. 1
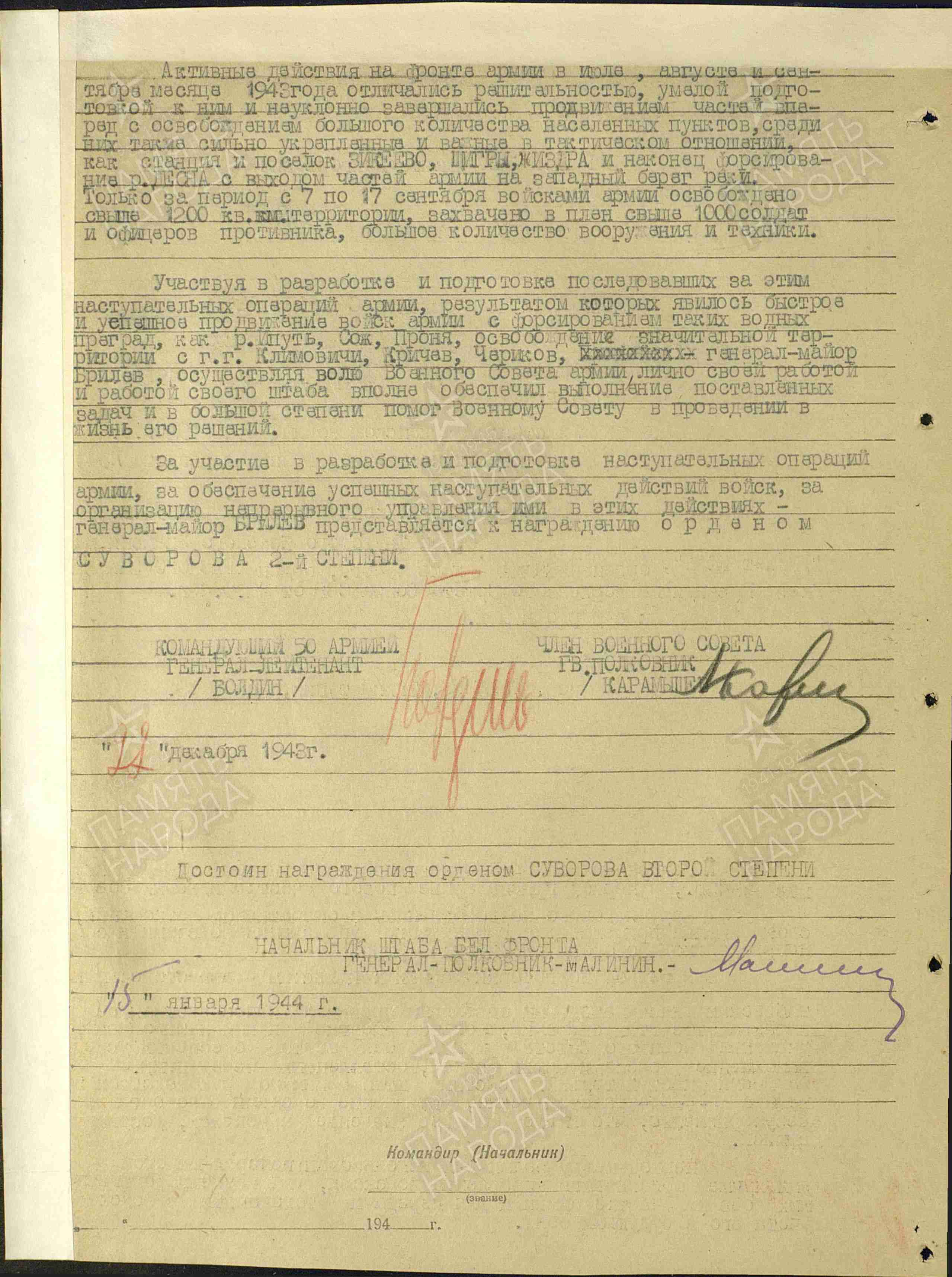
Наградной лист на Брилева Н.Г. Орден Суворова II степени. 1944 год. Стр. 2
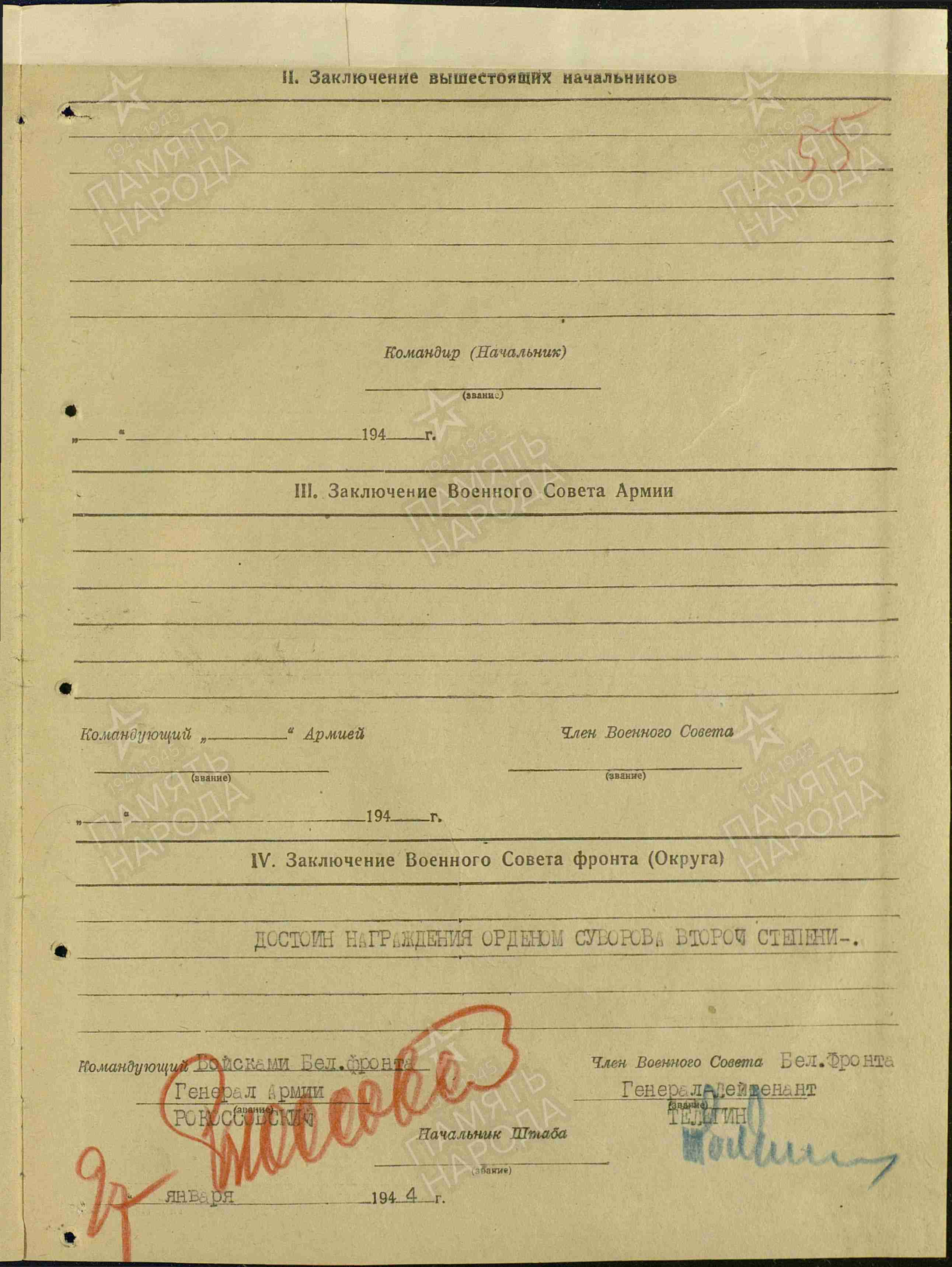
Наградной лист на Брилева Н.Г. Орден Суворова II степени. 1944 год. Стр. 3
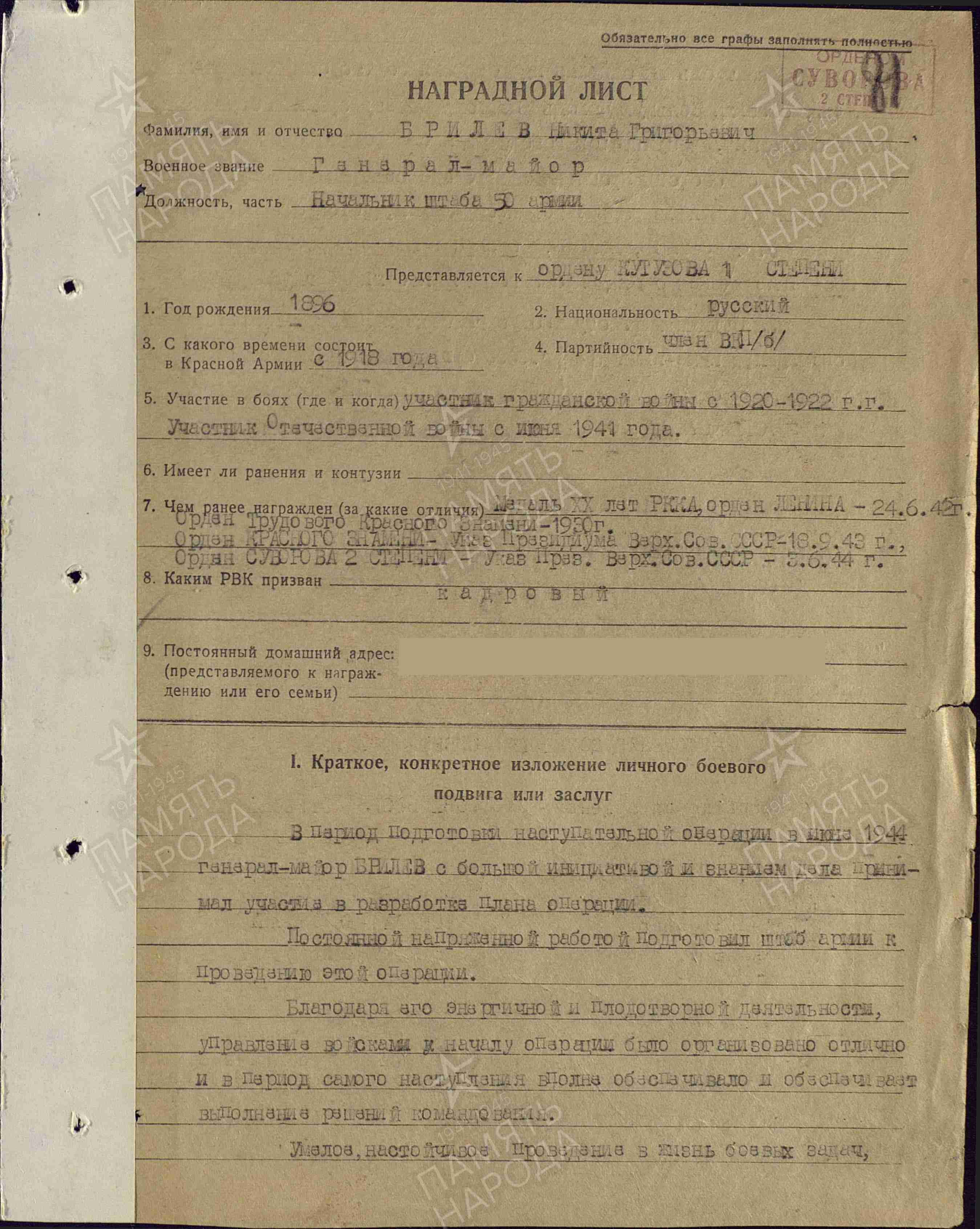
Наградной лист на Брилева Н.Г. Орден Суворова II степени. 1944 год. Стр. 1
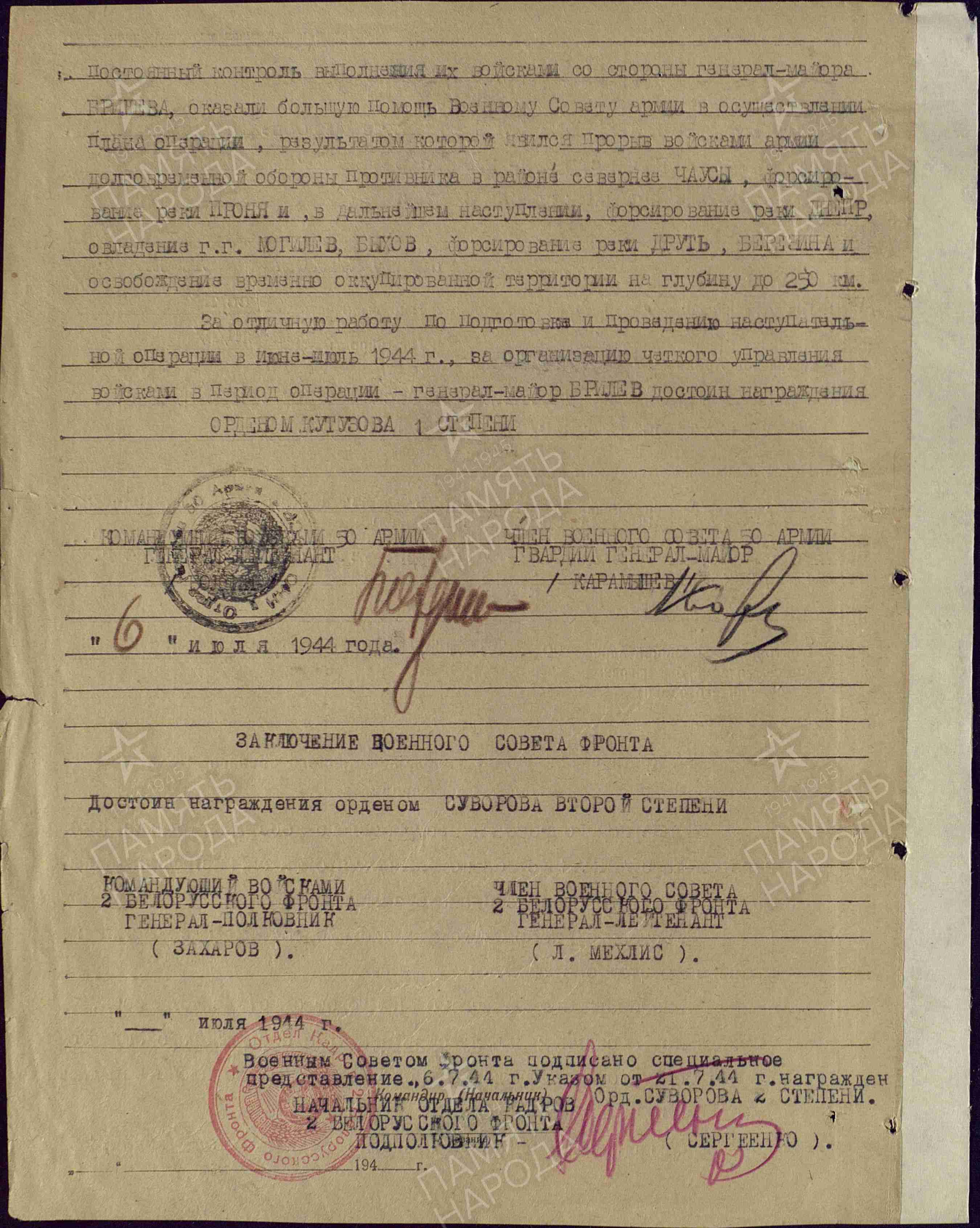
Наградной лист на Брилева Н.Г. Орден Суворова II степени. 1944 год. Стр. 2
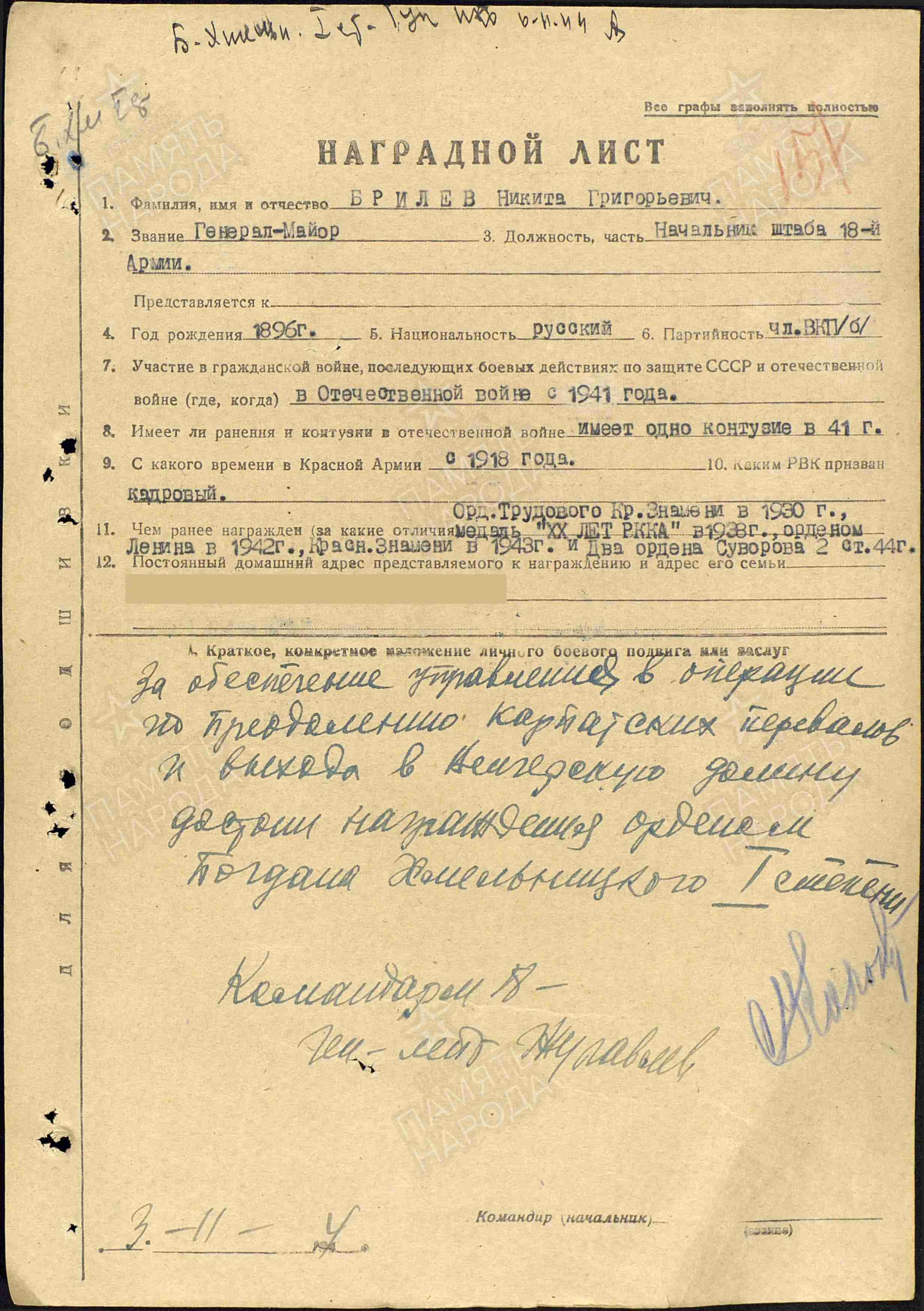
Наградной лист на Брилева Н.Г. Орден Богдана Хмельницкого I степени. 1945 год. Стр. 1
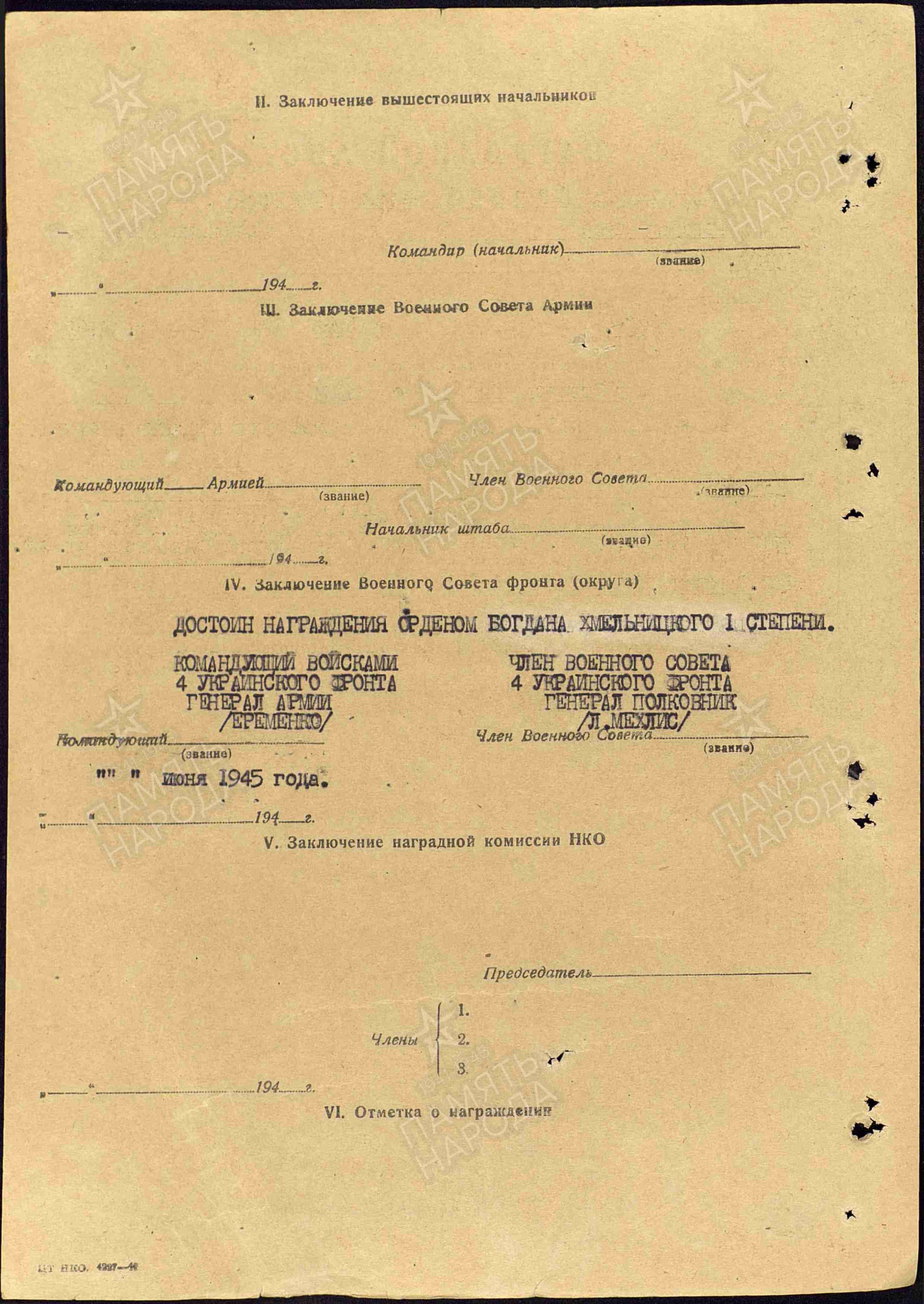
Наградной лист на Брилева Н.Г. Орден Богдана Хмельницкого I степени. 1945 год. Стр. 2